# Traité de Mautern
Le traité de Mautern est un traité d'échange entre Reginmar, évêque de Passau, et le margrave d'Autriche Léopold IV de la maison de Babenberg signé en 1137.
Le traité permet de construire une première église romane sur le site actuel de la cathédrale Saint-Étienne. L'évêque de Passau reçoit l'église Saint-Pierre, le margrave obtient de grands territoires aux alentours de Vienne à l'exception d'un petit territoire à l'extérieur de l'enceinte de la ville, l'endroit où sera construite la future cathédrale Saint-Étienne.
C'est également dans ce traité que Vienne est mentionnée pour la première fois en tant que civitas.

### Sites internet
- (de) Histoire de la cathédrale Saint-Étienne